# Hadjidimitrovo, Iambol
Hadjidimitrovo (în bulgară Хаджидимитрово) este un sat în comuna Tundja, regiunea Iambol,  Bulgaria. 

## Demografie
Componența etnică a satului Hadjidimitrovo
     Romi (41,1%)
     Bulgari (56,69%)
     Nicio identificare (1,41%)
     Altele (1,73%)
La recensământul din 2011, populația satului Hadjidimitrovo era de 635 locuitori. Din punct de vedere etnic, majoritatea locuitorilor (56,69%) erau bulgari, cu o minoritate de romi (41,1%). Pentru 1,41% din locuitori nu este cunoscută apartenența etnică.